# 朝までファイターズ
『朝までファイターズ』（あさまでファイターズ、朝ファイ）は、北海道テレビ放送でプロ野球シーズンに放送される北海道日本ハムファイターズ主催試合の中継で、深夜のフィラー番組。試合の中継のない夜及びプロ野球オフシーズンは文字ニュース（現在はミュージックビデオやHTB自社主催事業の宣伝映像などにL字画面で字幕によるニュースと天気を流す「朝までN天」）を放送している。なお日によってはメンテナンス（放送機器点検）のため全道、または道内特定一部地域で放送を休止する日もある（道内放送局の中では放送休止となる詳細な地域が局のホームページや当日の新聞のテレビ欄に掲載されている。地上デジタル放送のみ休止の場合は「デジタル○○地区」と表記）。
2009年からタイトルを朝まで!イチオシ!ファイターズに、2019年からは朝まで！イチオシ!!ファイターズに変更する。

## 番組内容
札幌ドームで開催される北海道日本ハムファイターズの主催試合を編集して当日深夜（翌日早朝）に放送する。放送時間が2時間～3時間（その日の定時放送の終了時間により変動する為不定）と長いため、カットされる部分は他地区の録画中継よりは少なく、試合によってはほぼノーカット（いわゆる撮って出しに近い形）で放送されることがある。なお2023年から本拠地エスコンフィールドHOKKAIDOに移転となるが放送はどうなるかは未定。
このような番組を放送可能なのは、HTBと札幌ドームが光ファイバーの専用線で結ばれているため、生中継を行わない場合でも常時収録映像がHTB本社に伝送されており、中継車などを必要としないためである。本番組ではその映像をHTBのスタジオでモニタリングしながら実況を行うというものである。
- 北海道日本ハムファイターズの主催試合はほぼ放送されるが、一部放送されない場合がある。
  - 道内地方球場（札幌円山、函館、旭川、釧路、帯広）及び東京ドームで行われた試合。
  - 道内民放他局でのテレビ生中継が予定されている試合。
    - 但し、当初他局の予定が無く朝までファイターズの予定がされていた試合で、直前に他局が生中継を決定した試合の場合、朝までファイターズは中止にならず、他局の生中継と朝までファイターズの両方が放送される。

  - HTBの「スーパーベースボール」が札幌ドームからの中継時でも「朝までファイターズ」の時間帯にサッカー中継などが放送される場合およびテレビ朝日制作の対巨人戦の場合。
- 2006年10月24日及び10月26日に行われた日本シリーズ第3戦・第5戦はテレビ朝日系列で全国中継されたが、朝までファイターズで放送される事は無かった。
  - しかし同年12月30日の特別番組「完全保存版!感動のV 北の王者ファイターズ ファン感謝祭独占映像 新庄涙のフルスイング 日本一決定試合再放送 ビールかけ&パレード&優勝旅行ウラ側密着 HTB秘蔵VTR放出 6時間ぶっ通しSPだ シンジラレナーーイ!」では10月26日の第5戦がノーカット（途中CMはあり）で再放送された。また、2007年もプレーオフと日本シリーズの中継が全国放送されたが、朝までファイターズは放送されなかった。
- 移転初年度の2004年と2005年は道央地区のみでの放送であった。2006年より全道放送となった。2004年と2005年が道央地区のみの放送だった理由はNTT中継回線の道内回線使用料が他地域に比べ高額だったため、下記の特別な場合を除き終夜放送ができなかったためと思われる（当時はアナログマイクロ波を使用していたため）。
  - 2004年のレギュラーシーズン終盤の試合はプレーオフ進出がかかっていたため全道中継された。また、2005年6月15日の広島東洋カープ戦は当時ルーキーのダルビッシュ有のプロデビュー試合だったため、こちらも急遽全道中継された。どちらも例外的扱いであり、定期的な全道放送は2006年になってからである。これはNTT中継回線の道内回線より割安になっている北海道総合通信網の光ファイバー回線を使用することでコストの負担を大幅に抑えることができるようになったためと思われる。なお、不定期で設備のメンテナンスや地上デジタル放送の設備整備のため全道または一部地域で休止となる場合がある（これは「朝までN天」も同様である）。
- 2007年6月2日開催の交流戦・阪神タイガース戦は「朝ファイ」としてではなく、「スーパーベースボール」としてHTBのスタッフが札幌ドームに駆けつけて放送した。（ABCテレビでもHTBの映像提供を受けて放映されたが、出演者は異なる。2局とも放映は6月3日未明。おそらく、朝日放送に映像提供するためにこのような措置が取られたと考えられる）
- 2007年9月8日の西武ライオンズ戦はHTBでその試合の生中継があったにもかかわらず放送が無かった。理由としてはサッカー五輪地区最終予選サウジアラビアVS日本の試合が生中継されたためだと思われる。

東北楽天ゴールデンイーグルスの野村克也元監督は2006年8月に札幌ドームでの試合後の深夜にこの番組を宿舎で見て「改めて見直すことで反省点がわかる。いい番組だ」と評している。

## 実況・解説
- 谷口直樹（HTBアナウンサー）
- 林和人（HTBアナウンサー）
- 菊地友弘（HTBアナウンサー）
- 岩本勉（解説者、元北海道日本ハムファイターズ投手）
  - 通常は解説・ゲスト無し（アナウンサーが試合の模様をスタジオでモニターし、それを基に試合状況を解説するカラ出張形式の中継）だが、HTBで試合の生中継があった場合はその番組の再放送となるため解説者がつく。

### 以前の実況・解説
- 柳田知秀（当時HTBアナウンサー）
- 栗山英樹（2011年までテレビ朝日解説者、現野球日本代表監督、2009年からはHTBローカル放送の対巨人戦に登場、2010年は岩本とのW解説での出演）
- ヒロ福地（ゲスト、当時イチオシ!司会者）